# Elecciones generales de Israel de 1999
Las elecciones generales anticipadas tanto para el primer ministro como para el Knesset se llevaron a cabo en Israel el 17 de mayo de 1999 luego de un voto de no confianza en el gobierno. El titular del primer ministro del Likud, Benjamin Netanyahu, se postuló para la reelección.
Esta elección fue solo la segunda vez en la historia de Israel que se celebraron elecciones para el puesto de primer ministro además de las elecciones para el Knesset. La primera elección de este tipo, en 1996, fue una competencia extremadamente apretada entre el Benjamín Netanyahu de Likud a la derecha y Shimon Peres de PLI a la izquierda; la derecha había ganado por menos del uno por ciento (alrededor de 29,000 votos).
Ehud Barak, que prometió agarrar el toro por los cuernos respecto a las negociaciones de paz con los palestinos y retirarse del Líbano en julio de 2000, ganó la elección en una victoria por avalancha.

## Antecedentes
En el proceso de paz entre israelíes y palestinos, aunque el gobierno del Likud había negociado el memorando de Wye River y había sido aprobado por el Knesset de manera abrumadora en noviembre de 1998, las negociaciones posteriores con los palestinos iban mal. La falta de progreso había alienado el apoyo al gobierno de la izquierda, así como a su derecha. Las negociaciones reclamadas por la izquierda avanzaban demasiado lentamente, mientras que la extrema derecha no estaba satisfecha con las concesiones territoriales contempladas incluidas en el memorando en sí. La alianza Likud-Gesher-Tzomet se había derrumbado, y más miembros dejaron a Likud para establecer Herut: el Movimiento Nacional y el Partido del Centro. Además el gobierno israelí se encontraba estancado en el conflicto del sur de Líbano.
El gobierno de Netanyahu finalmente renunció debido a las dificultades para aprobar el presupuesto estatal y en enero de 1999 aprobó un proyecto de ley en el que se pedían elecciones anticipadas.

## Campaña
Inicialmente, otros tres candidatos planeaban postularse; estos incluyen: Benny Begin de Herut - El Movimiento Nacional, a la derecha del Likud; Azmi Bishara, del partido árabe-israelí Balad, a la izquierda de PL y el primero árabe en presentarse como candidato a primer ministro, y Yitzhak Mordechai del Partido del Centro, a medio camino entre las posiciones de Likud a la derecha y PL a la izquierda.
Sin embargo, durante el transcurso de la campaña, Begin, Bishara y Mordejai abandonaron la contienda por ser primer ministro, luego de que quedó claro que no podían ganar y que su presencia continua costaría votos para los principales candidatos, Barak y Netanyahu, en sus respectivos fines del espectro político. Sin embargo, los partidos que estos otros candidatos representaron continuaron en las elecciones concurrentes de la Knesset.

## Elecciones para primer ministro
|  | 56.1 % |

|  | 43.9 % |

|  | 94.68 % |

|  | 5.32 % |

|  | 78.71 % |

|  | 21.29 % |

## Elecciones para laKnesset
|  | 20.2 % |

|  | 14.1 % |

|  | 13.0 % |

|  | 7.7 % |

|  | 5.2 % |

|  | 5.1 % |

|  | 5.0 % |

|  | 4.2 % |

|  | 3.8 % |

|  | 3.5 % |

|  | 3.0 % |

|  | 2.6 % |

|  | 2.6 % |

|  | 2.0 % |

|  | 1.9 % |

|  | 1.4 % |

|  | 1.1 % |

|  | 1.0 % |

|  | 0.8 % |

|  | 0.4 % |

|  | 0.2 % |

|  | 0.2 % |

|  | 0.2 % |

|  | 0.1 % |

|  | 0.1 % |

|  | 0.1 % |

|  | 0.1 % |

|  | 0.1 % |

|  | 0.1 % |

|  | 0.0 % |

|  | 0.0 % |

|  | 98.1 % |

|  | 1.9 % |

|  | 100.00 % |

|  | 78.7 % |

1: Para la variante de escaños se tomó la unión de los 3 partidos en las elecciones de 1996. 

2: Se presentaron en alianza con Gesher en la elección pasada. Para la variante de escaños se tomó únicamente los escaños ganados por el partido individualmente dentro de la alianza. 

3: Se presentaron juntos en la elección anterior. Para la variante de escaños se tomó únicamente los escaños ganados individualmente por cada partido dentro de la alianza.

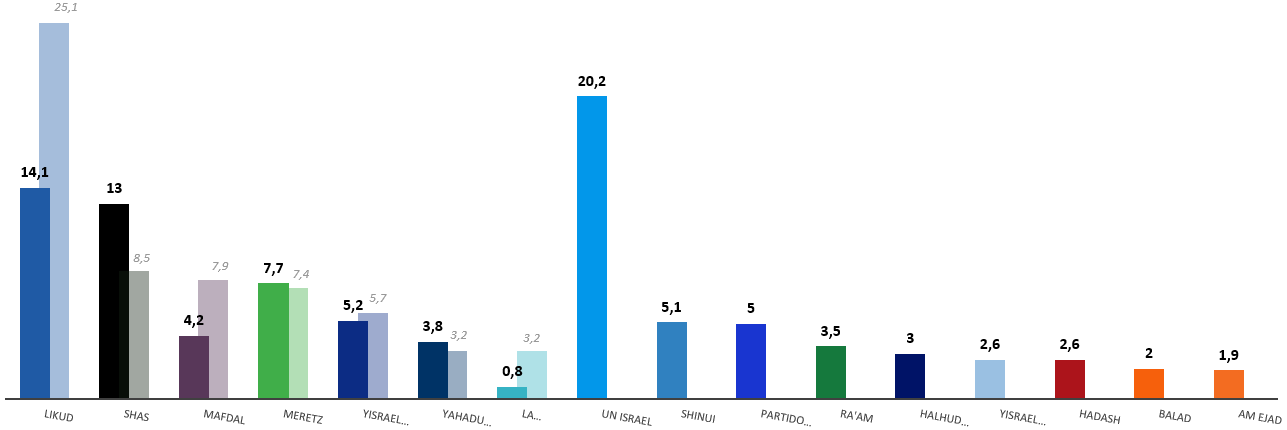
Resultados por partido en relación a las elecciones de 1996

## Gobierno
Aunque Barak ganó cómodamente las elecciones del primer ministro, su alianza Un Israel obtuvo solo 26 escaños, lo que significa que tuvo que formar una coalición compleja con Shas, Meretz, Yisrael BaAliyah, el Partido del Centro, el Partido Religioso Nacional y el Judaísmo Unido de la Torá.
Judaísmo Unido de la Torá dejó la coalición en septiembre de 1999 después de una violación del sábado. 
El gobierno finalmente se derrumbó el 10 de diciembre de 2000 cuando Barak renunció ante el estallido de la Segunda Intifada y los disturbios árabes israelíes de octubre. Barak convocó nuevas elecciones de primer ministro con la esperanza de ganar un mandato autoritativo. Sin embargo, fue vencido por amplio margen por Ariel Sharon y posteriormente renunció a la política.
Sharon formó el gobierno número 29 el 7 de marzo de 2001. Estableció un gobierno de unidad nacional, que incluye Likud, HaAvodá-Gesher-Meimad, Shas, el Partido del Centro, el Partido Religioso Nacional, Judaísmo Unido de la Torá, Israel BaAliyah y Unión Nacional-Yisrael Beiteinu. El gobierno de Sharon tenía 26 ministros, que luego se elevaron a 29, por lo que fue necesario agregar una mesa pequeña al final de la fila de Ministros en la Knesset.